# Paul Kiedl
Paul Kiedl (* 2. Oktober 2001 in Deutschlandsberg) ist ein österreichischer Fußballspieler.

## Karriere
Kiedl begann seine Karriere beim SV Schwanberg. Im Februar 2012 wechselte er in die Jugend des SK Sturm Graz. Im März 2014 wechselte er zum Deutschlandsberger SC. Zur Saison 2016/17 schloss er sich dem ASC Rapid Kapfenberg, der Drittmannschaft der Kapfenberger SV, an. Zur Saison 2019/20 rückte er in den Kader der Zweitmannschaft. Nach drei Einsätzen in der Oberliga wechselte er noch im September 2019 zu den sechstklassigen Amateuren des Grazer AK.
Im Juni 2020 debütierte er für die erste Mannschaft der Grazer in der 2. Liga, als er am 20. Spieltag der Saison 2019/20 gegen den SC Austria Lustenau in der 75. Minute für Filip Smoljan eingewechselt wurde. Im Juni erhielt der Stürmer einen bis Juni 2023 laufenden Profivertrag bei den Grazern.
Nach insgesamt 30 Zweitligaeinsätzen wechselte er im Jänner 2023 auf Kooperationsbasis zum Regionalligisten SC Kalsdorf. Für Kalsdorf kam er bis Saisonende zu 14 Einsätzen in der Regionalliga, aus der er mit dem Team aber abstieg. Zur Saison 2023/24 wechselte er dann zum Regionalligisten USV St. Anna und von diesem im Sommer 2024 zum Ligakonkurrenten SC Weiz.

## Persönliches
Sein Bruder Peter (* 2004) ist ebenfalls Fußballspieler.